# 澤村訥子 (7代目)
七代目澤村訥子（しちだいめ さわむら とっし、安政7年4月8日（1860年5月28日） - 大正15年（1926年）3月26日）は、明治から大正期に活躍した歌舞伎役者である。屋号は紀伊國屋、定紋は丸にいの字、俳名に訥子がある。本名は伊藤千之助（いとう せんのすけ）である。

## 生い立ちと襲名
訥子は、尾張藩家老の家臣の子として名古屋に生まれた。幼少期から役者を志し、1874年に大垣で市川千之助を名乗り初舞台を踏んだ。1878年に中村千之助と改名し上京。その後、四代目助高屋高助がその芸を見込んで養子に迎え入れ、1882年9月に七代目澤村訥子を襲名した。

## 小芝居での活躍
養父の死後、幼い弟や義母の面倒を見る必要から浅草の吾妻座に出演したことがきっかけで、大劇場への出演が困難となり、専ら小芝居に甘んじることとなる。しかし、勇ましい役どころや激しい大立廻りを得意とし、「猛優訥子」の異名を取るほど大衆の人気を博した。明治時代後半には、同じ浅草の宮戸座で活躍し、同門の四代目澤村源之助と共に人気を集め、小芝居の全盛期を担った。

## 大劇場への出演と晩年
その後、息子の初代澤村宗之助と七代目澤村長十郎が帝国劇場と契約したこともあり、ゲストとして帝国劇場に出演する機会を得た。また、明治座や本郷座といった大歌舞伎の劇場にも時折その姿を見せていた。1924年には長男である宗之助が急逝し、残された幼い孫の面倒を見ながら舞台で活躍を続けたが、1926年3月26日に死去した。

## 家族
訥子の長男には早世した初代助高屋小傳次、次男には帝国劇場などで活躍した初代澤村宗之助、三男には七代目澤村長十郎がいる。また、甥で養子とした二代目助高屋小傳次もいる。長男門下の澤村傳次郎が娘婿となり、後に八代目澤村訥子を襲名し、その芸風を受け継いだ。孫には後に映画に進出した二代目澤村宗之助、伊藤雄之助、澤村昌之助らがいる。